# 皮尔马迈德·阿利耶夫
皮尔马迈德·萨迪亚罗维奇·阿利耶夫（俄語：Пирмаммад Садиярович Алиев，1997年11月2日—）生于奇姆肯特，是一名哈萨克斯坦男子蹦床运动员。他的父亲曾练过田径、摔跤和足球。他在四岁时受父亲影响开始练习体操，五岁时开始改练蹦床。2016年4月，阿利耶夫获分配到一个空出的奥运男子蹦床名额，成为历史上首位参加奥运蹦床项目的哈萨克斯坦运动员。